# Paragnetina media
Paragnetina media és una espècie d'insecte plecòpter pertanyent a la família dels pèrlids.

## Alimentació
Les nimfes són gairebé totalment carnívores i es nodreixen de Baetis vagans, Hydropsyche, Cheumatopsyche i quironòmids. Els adults no s'alimenten.

## Depredadors
És depredat per Notropis atherinoides, Semotilus i Cottus bairdii.

## Hàbitat
En el seu estadi immadur és aquàtic i viu a l'aigua dolça, mentre que com a adult és terrestre i volador.

## Distribució geogràfica
Es troba a Nord-amèrica: el Canadà (Manitoba, Nova Brunswick, Ontario, el Quebec i Saskatchewan) i els Estats Units (Arkansas, Connecticut, Delaware, Iowa, Illinois, Indiana, Kentucky, Maryland, Maine, Michigan, Minnesota, Missouri, Nou Hampshire, Nova York, Ohio, Pennsilvània, Virgínia, Virgínia de l'Oest i Wisconsin).